# LXII edició dels Premis Ariel
La LXII edició dels Premis Ariel, organitzada per l'Academia Mexicana de Artes y Ciencias Cinematográficas (AMACC), es va celebrar el 27 de setembre de 2020 en una cerimònia austera i condicionada per la pandèmia per COVID-19, amb la participació dels nominats a distància per videotrucadess, sense públic i amb un set de televisió com a escenari, dirigida per Roberto Fiesco i presentada per l'actriu Verónica Toussaint.
Els nominats van ser anunciats el 23 de juliol de 2020 per l'actriu Marina de Tavira en un programa especial de Canal 22; s'hi havien inscrit 157 títols; 69 llargmetratges, 77 curtmetratges i 12 pel·lícules iberoamericanes. La gran triomfadora fou Ya no estoy aquí, que tenia 13 nominacions i va obtenir deu premis.

## Premis i nominacions múltiples
| Pel·lícula           | Nominacions | Premis |
| -------------------- | ----------- | ------ |
| Ya no estoy aquí     | 13          | 10     |
| Sonora               | 10          | 2      |
| Asfixia              | 7           | 2      |
| Belzebuth            | 6           | 2      |
| Mano de obra         | 3           | 2      |
| Sanctorum            | 2           | 1      |
| Esto no es Berlín    | 12          | 0      |
| Polvo                | 11          | 0      |
| Cómprame un revólver | 8           | 0      |
| El complot mongol    | 4           | 0      |
| La paloma y el lobo  | 4           | 0      |
| Huachicolero         | 4           | 0      |
| Chicuarotes          | 3           | 0      |

## Premis i nominats
Nota: Els guanyadors estan llistats primer i destacats en negreta. ⭐
| Millor pel·lícula - ⭐ Ya no estoy aquí - Panorama Entertainment - Asfixia - Puerco Rosa Producciones, EFICINE 226, Instituto Mexicano de Cinematografía, CTT Exp & Rentals, Estudios Churubusco S.A, Ítaca Films, COFIEJ, Neverending y Mil Nubes - Cómprame un revólver - Woo Films y Burning Blue - Esto no es Berlín - Catatonia Cine y La Palma De Oro Films - Polvo - Lady Leonor Producciones S. de R.L. de C.V., Alebrije Cine y Video, S.A. de C.V. | Millor direcció - ⭐ Fernando Frías de la Parra per Ya no estoy aquí - Kenya Márquez per Asfixia - Julio Hernández Cordón per Cómprame un revólver - Hari Sama per Esto no es Berlín - José María Yazpik per Polvo |
| Millor actor - ⭐ 'Luis Alberti per Mano de obra - Benny Emmanuel por Chicuarotes - Xabiani Ponce de León per Esto no es Berlín - Armando Hernández per La paloma y el lobo - José María Yazpik per Polvo | Millor actriu - ⭐ Edwarda Gurrola per Luciérnagas - Verónica Langer per Clases de historia - Mariana Treviño per Polvo - Cassandra Ciangherotti per Solteras - Giovanna Zacarías per Sonora |
| Millor coactuació masculina - ⭐ Raúl Briones per Asfixia - Manuel Rojas per Cómprame un revólver - Daniel Giménez Cacho per Chicuarotes - Adrián Vázquez per Polvo - Juan Manuel Bernal per Sonora | Millor coactuació femenina - ⭐ Mónica del Carmen per Asfixia - Dolores Heredia per Chicuarotes - Bárbara Mori per El complot mongol - Ximena Romo per Esto no es Berlín - Dolores Heredia per Sonora |
| Millor revelació actoral - ⭐ Juan Daniel García Treviño per Ya no estoy aquí - Azul Giselle Magaña Ruiz per Asfixia - Coral Puente per Ya no estoy aquí - Johanna Heidi Fregoso per Asfixia - Eduardo Banda per Huachicolero | Millor pel·lícula d’animació - ⭐ Olimpia dir. J.M Cravioto - Día de los muertos dir. Carlos Eduardo Gutiérrez Medrano |
| Millor argument original - ⭐ Fernando Frías de la Parra per Ya no estoy aquí - Julio Hernández Cordón per Cómprame un revólver - Rodrigo Ordoñez, Max Zunino i Hari Sama per Esto no es Berlín - David Zonana per Mano de obra - Alejandro Ricaño i José María Yázpik per Polvo | Millor guió adaptat - ⭐ John Sayles i Guillermo Munro Palacio per Sonora - Sandra Becerril per Desde tu infierno - Sebastián del Amo per El complot mongol |
| Millor fotografia - ⭐ Damián García per Ya no estoy aquí - Alfredo Altamirano per Esto no es Berlín - Diego Tenorio per La paloma y el lobo - Tonatiuh Martínez Valdéz per Polvo - Serguei Saldivar Tanaka per Sonora | Millor edició - ⭐ Yibrán Asuad i Fernando Frías de la Parra per Ya no estoy aquí - Lenz Claure per Cómprame un revólver - Rodrigo Ríos Legaspi, Ximena Cuevas i Hari Sama per Esto no es Berlín - Miguel Schverdfinger per Polvo - Valentina Leduc i Jorge García per Sonora |
| Millor disseny artístic - ⭐ Taísa Malouf Rodrigues i Gino Fortebuono per Ya no estoy aquí - Carlos Lagunas per Belzebuth - Ivonne Fuentes per Cómprame un revólver - Diana Quiroz per Esto no es Berlín - Bárbara Enríquez i Carmen Guerrero per Polvo | Millor banda sonora - ⭐ Galo Durán per Sanctorum - ⭐ Jacobo Lieberman per Sonora - Yolihuani Curiel, Sofía Orozco i Fernando Arias per Asfixia - Aldo Max Rodríguez per Belzebuth - Alberto Torres per Cómprame un revólver |
| Millor so - ⭐ Javier Umpiérrez, Yuri Laguna, Olaitan Agueh, Jaime Baksht i Michelle Couttolenc per Ya no estoy aquí - Isabel Muñoz Cota, Christian Giraud, Alejandro de Icaza, Jaime Baksht i Michelle Couttolenc per Belzebuth - Javier Umpiérrez i Damián del Río per Esto no es Berlín - Alejandro Ramírez, Enrique Greiner, Miguel Ángel Molina, Raymundo Ballesteros i David Muñoz per La paloma y el lobo - Raúl Locatelli i Pablo Lach per Sonora    | Millor vestuari - ⭐ Magdalena de la Riva y Gabriela Fernández per Ya no estoy aquí - Cyntia López per El complot mongol - Gabriela Fernández per Esto no es Berlín - Adela Cortázar per Polvo - Gabriela Fernández per Sonora |
| Millor maquillatge - ⭐ María Elena López i Itzel Peña García per Ya no estoy aquí - Roberto Ortiz per Belzebuth - Adam Zoller per Cómprame un revólver - Maripaz Robles i Cristián Pérez Jauregui per El complot mongol - Karina Rodríguez per Esto no es Berlín | Millors efectes visuals - ⭐ Othón Reynoso, Thomas Boda, Jonatan Guzmán, Ricardo Robles, Paula Siqueira, Juan Lazzarini, Amilcar Herrera, Cris Cruz, Eddie Mendoza i Cyntia Navarro per Belzebuth - Alejandro Iturmendi per Esto no es Berlín - Javier Velázquez per Huachicolero - Alejandro Miranda y Fantasm per Sanctorum - Sasha Korellis i Catherine Tate per Ya no estoy aquí |
| Millors efectes especials - ⭐ 'Ricardo Arvizu per Belzebuth - Ricardo Arvizu per Feral - José Manuel Martínez per Huachicolero - Alejandro Vázquez per Sonora - José Martínez per Ya no estoy aquí | Millor opera prima - ⭐ Mano de obra per David Zonana - Huachicolero per Edgar Nito Arrache - La paloma y el lobo per Carlos Lenin Treviño Rodríguez - Noches de julio per Axel Muñoz - Polvo per José María Yazpik |
| Millor pel·lícula iberoamericana - ⭐ Dolor y gloria per Pedro Almodóvar () - La odisea de los giles per Sebastián Borensztein () - A Vida Invisível per Karim Aïnouz () - Monos per Alejandro Landes () - Retablo per Álvaro Delgado-Aparicio () | Millor llargmetratge documental - ⭐ Marcela Arteaga per El guardián de la memoria - Luke Lorentzen per Familia de medianoche - Acelo Ruíz Villanueva per Oblatos, el vuelo que surcó la noche - Nuria Ibáñez Castañeda per Una corriente salvaje - Diego Enrique Osorno per Vaquero del mediodía                                                                                    |
| Millor curtmetratge de ficció - ⭐ Las desaparecidas Astrid Domínguez - 5:03 AM dir. Abril Schmucler - Encuentro dir. Ivan Löwenberg - La bruja del fósforo paseante Sofía Carrillo - Una canción para María dir. Omar Deneb Juárez | Millor curtmetratge d'animació - ⭐ Dalia sigue aquí dir. Nuria Menchaca - Adelina dir. Ana Portilla - Eclosión dir. Rita Basulto - El tigre sin rayas dir. Raúl Alejandro Morales Reyes - Hant Quij Cöipaxi Hac (La creación del mundo) dir. Antonio Coello |
| Millor curtmetratge documental - ⭐ 'Lorena, la de pies ligeros dir. Juan Carlos Rulfo - A 3 Minute Hug dir. Everardo González - Abrir la tierra dir. Alejandro Zuno - El valiente ve la muerte solo una vez dir. Diego Enrique Osorno - La bruja de Texcoco dir. Alejandro Paredes y Cecilia Villaverde | Ariel d'or - María Rojo ⭐ - Lucía Álvarez Vázquez ⭐ |